# Nungate Bridge
Die Nungate Bridge ist eine Brücke in der schottischen Stadt Haddington in der Council Area East Lothian. 1971 wurde das Bauwerk in die schottischen Denkmallisten in der höchsten Kategorie A aufgenommen. Des Weiteren ist sie als Scheduled Monument klassifiziert. Die Nungate Bridge wurde wahrscheinlich im frühen 16. Jahrhundert errichtet. Die architektonischen Gemeinsamkeiten mit der um 1530 erbauten Old Bridge in Musselburgh erhärten dies. Noch im 20. Jahrhundert diente die Nungate Bridge als Straßenbrücke. Heute ist sie jedoch für den motorisierten Verkehr gesperrt.

## Beschreibung
Der 64 m lange und 4,4 m breite Mauerwerksviadukt liegt östlich des Zentrums von Haddington. Er überspannt den Tyne mit drei Bögen mit Stützweiten von 13,4 m, die jedoch nicht als gleichmäßige Segmentbögen, sondern schwach spitzbögig gearbeitet sind. Das Mauerwerk der Bogenbrücke besteht aus rotem Sandstein. Während dieser am mittleren Segment zu groben Quadern behauen und zu einem Schichtenmauerwerk verbaut wurde, besteht das Mauerwerk an den Auffahrten aus Bruchstein. Dies könnte auf einen teilweisen Neubau hindeuten. Die steile Auffahrt an der Ostseite wurde im Zuge einer Überarbeitung mit weiteren Bögen versehen, die heute jedoch verfüllt sind. Die Pfeiler sind mit dreieckig hervortretenden Eisbrechern ausgestattet.